# Neue Wache
De Neue Wache (de Nieuwe Wacht) is een bouwwerk in de Duitse hoofdstad Berlijn aan Unter den Linden. Het gebouw kreeg doorheen haar 200-jarige geschiedenis door de verschillende politieke regimes een bijzondere betekenis. Het wisselend interieur van dit gebouw illustreert de stelling dat architectuur nooit waardevrij is, een uitdrukking is van een ideologie en het menselijk gedrag stuurt.

## Wachthuis
Het geheel werd in 1816 gebouwd volgens een classicistisch ontwerp van de architect Karl Friedrich Schinkel. Schinkels plannen omvatten eerdere ontwerpen uit 1806 van Salomo Sachs, die niet werden uitgevoerd vanwege de Napoleontische oorlogen. Oorspronkelijk is het gebouwd als wachthuis voor de troepen van de kroonprins van Pruisen. Frederik Willem III gaf opdracht voor de bouw van de Neue Wache als een wachthuis voor het nabijgelegen Kronprinzenpalais. Het diende daarmee als vervanging van het oude artillerie wachthuis. Hij stelde Schinkel aan om het ontwerp te leveren, waarmee het Schinkels eerste grote opdracht in Berlijn was. Later zouden er nog meer volgen, zoals het Altes Museum en het Schauspielhaus.
Het gebouw heeft een porticus met Dorische zuilen. Schinkel schreef over zijn ontwerp: "De plattegrond van dit volledig vrijstaande gebouw komt ongeveer overeen met de vorm van een Romeins castrum, vandaar de vier robuuste hoektorens en de binnenplaats." De beeldengroep in het fronton is bedoeld als gedenkteken voor de rol van Pruisen in de napoleontische oorlogen. Het laat Nike (de godin van de overwinning) zien die een veldslag beslist.

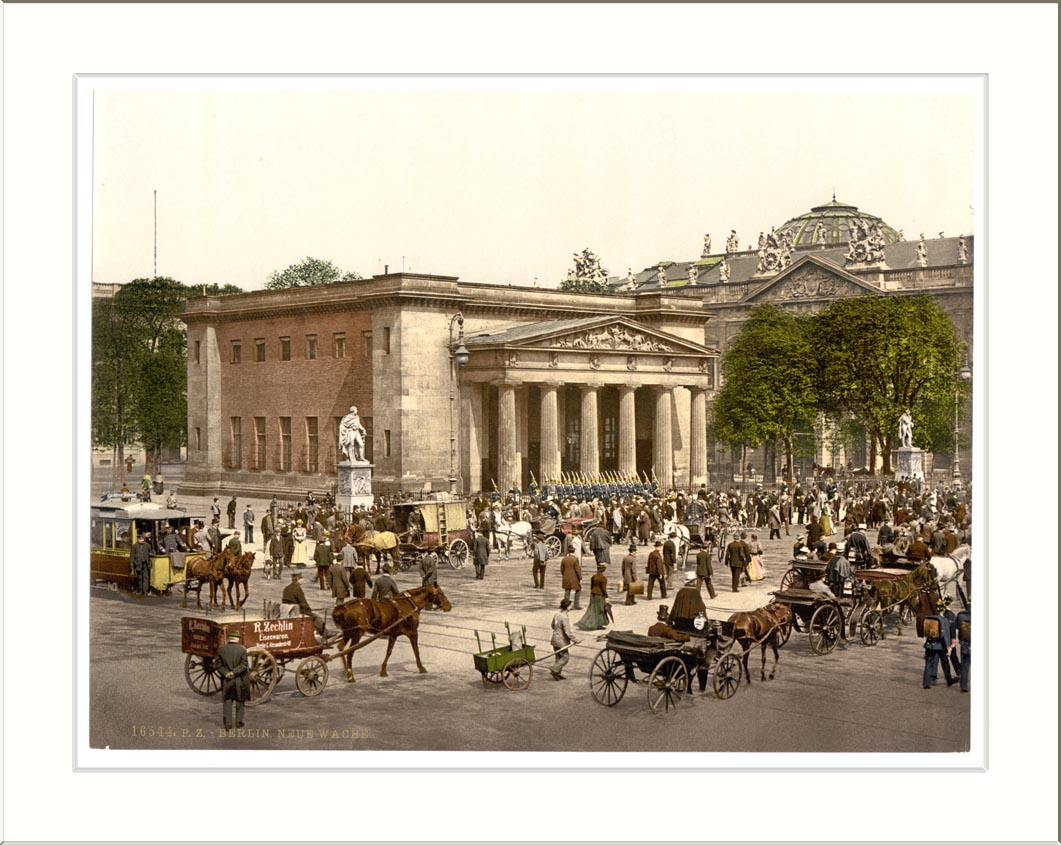
1890
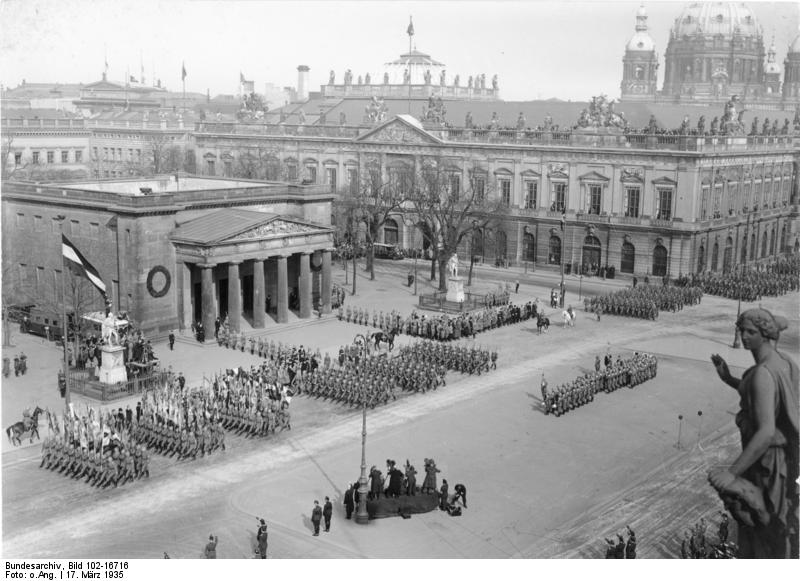
1935
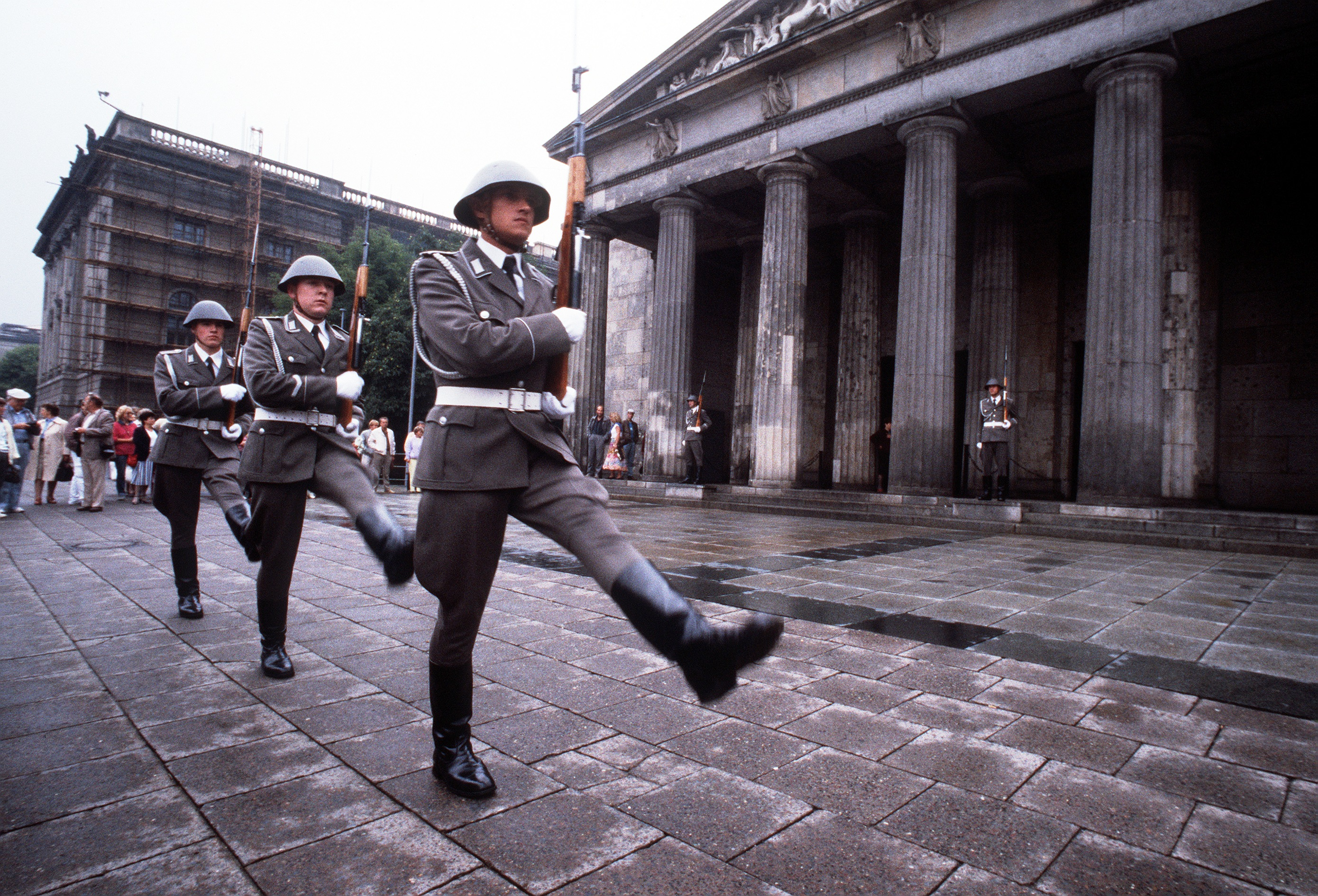
1989
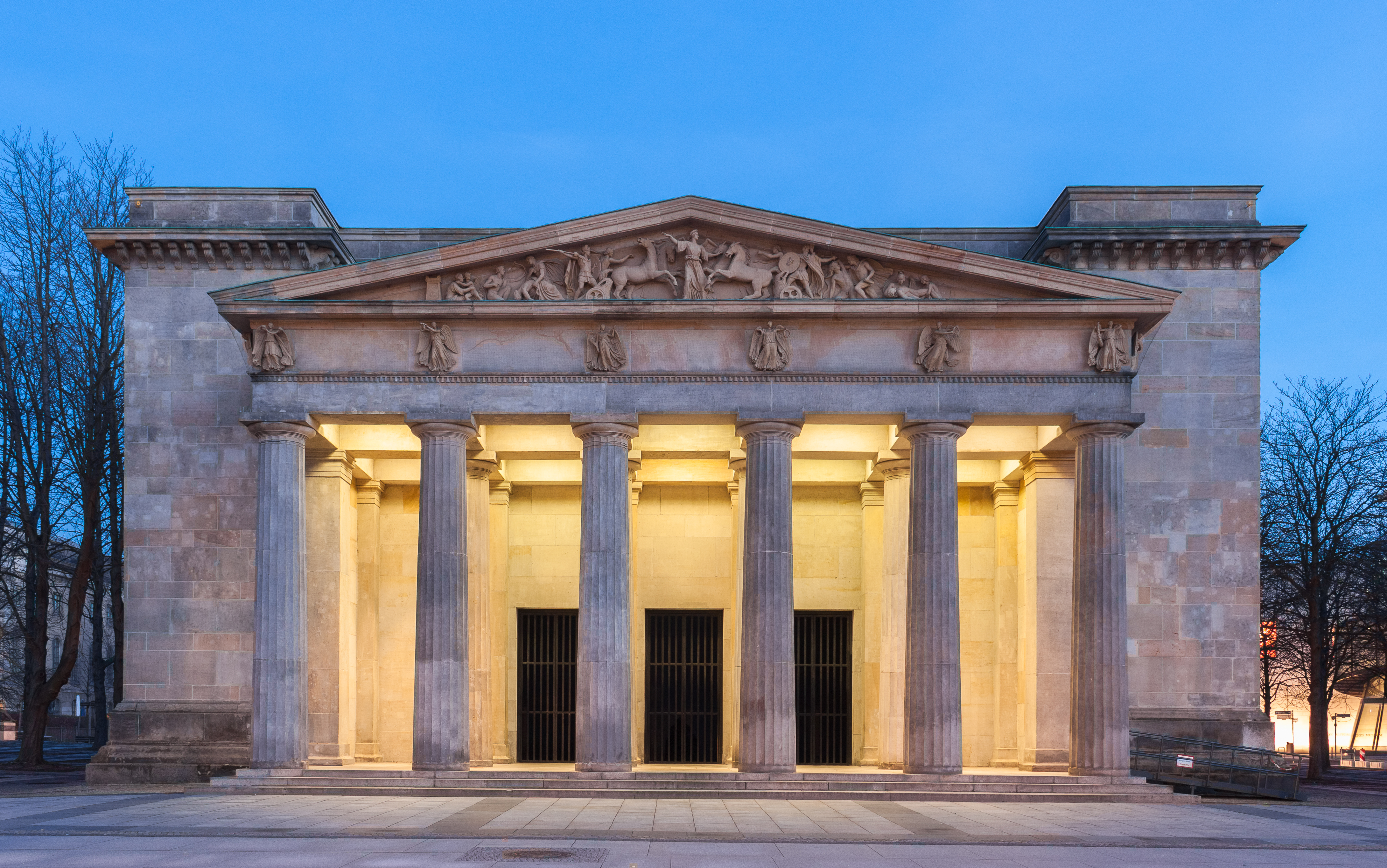
2015

## Die Neue Wacheals monument

### Interbellum
Het gebouw raakte in verval gedurende de Eerste Wereldoorlog. Tijdens de Weimarrepubliek wendde de Pruisische regering het gebouw aan als oorlogsmonument als herinnering van de Duitse oorlogsslachtoffers van de oorlog. Het werd in dit opzicht in 1931 verbouwd door architect Heinrich Tessnow. Hij verbouwde het interieur tot een gedenkzaal met een oculus in het plafond. Van toen af heette de Neue Wache 'Monument voor de gevallenen van de oorlog'. 

### Nationaalsocialisme (1933-1945)
In deze periode had men tijdens een jaarlijkse herdenkingsplechtigheid meer aandacht voor de verering van militaire helden van de Eerste Wereldoorlog in plaats van de oorlogsslachtoffers (Heldengedenktag). De nadruk op het heldendom van de oud-strijders van de oorlog kadert in de toen heersende nazi-ideologie met daaraan gekoppeld de gecultiveerde dolkstootlegende en het opgedrongen gehate Verdrag van Versailles in 1919.

Gedurende de laatste maanden van de Tweede Wereldoorlog werd het monument ernstig beschadigd door bombardementen en artilleriebeschietingen.

### DDR-tijd (1949-1989)

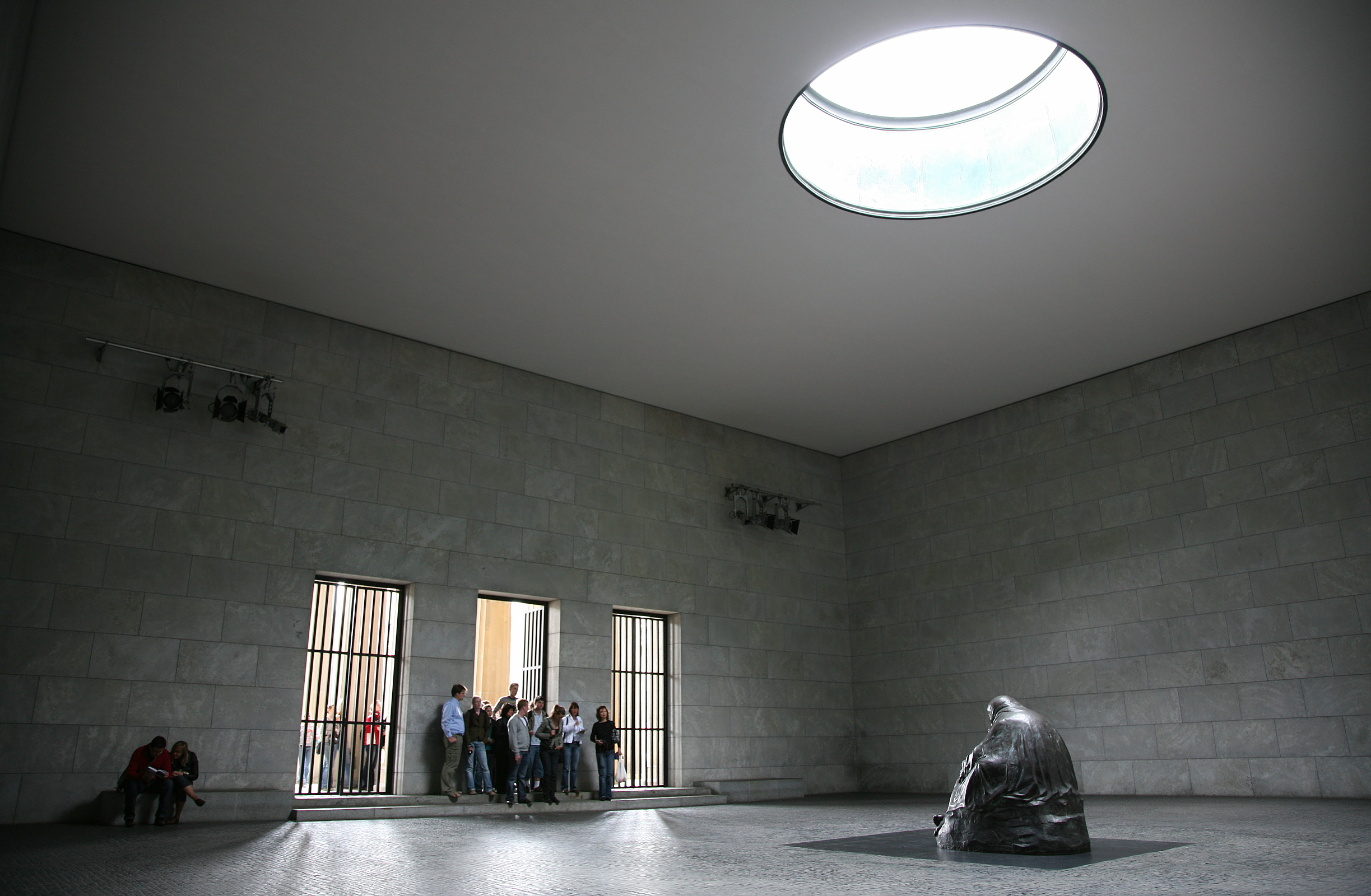
Interieur van de Neue Wache nu, met een vergrote kopie van een sculptuur van Käthe Kollwitz, (Moeder met haar dode zoon) onder de oculus, waardoor het beeld aan de elementen blootstaat en centraal belicht wordt

Vanaf 1945 bevond Unter den Linden zich in de Sovjet-bezettingszone van Berlijn, die in 1949 overging in de Duitse Democratische Republiek. In 1960 werd de herstelde Neue Wache heropend als 'Monument voor de slachtoffers van fascisme en militarisme. In 1969, ter gelegenheid van de 20e verjaardag van de DDR, werd er een glazen sculptuur met een eeuwige vlam in het midden van de zaal geplaatst. Het stoffelijk overschot van een onbekende Duitse soldaat en een onbekend concentratiekampslachtoffer werd in het gebouw bijgezet.
Voor het monument hield het Wachregiment Friedrich Engels van de NVA de wacht. De wacht werd elke woensdag en zaterdag in paradepas gewisseld, wat een populaire toeristische attractie was.

### NaDie Wende
Na de Duitse eenwording in 1991 werd de Neue Wache in 1993 opnieuw ingericht. Ditmaal werd het gebouw opgedragen als 'Centrale gedenkplaats van de Bondsrepubliek Duitsland voor de slachtoffers van oorlog en tirannie. De wandsculptuur uit de DDR-tijd werd daarbij verwijderd. Op initiatief van bondskanselier Helmut Kohl werd er een vergrote kopie van een beeld van de Duitse kunstenares Käthe Kollwitz geplaatst, Moeder met haar dode zoon, ook wel bekend als Piëta, dat Kollwitz maakte naar aanleiding van het sneuvelen van haar zoon Peter tijdens de Eerste Wereldoorlog.

## Literatuur

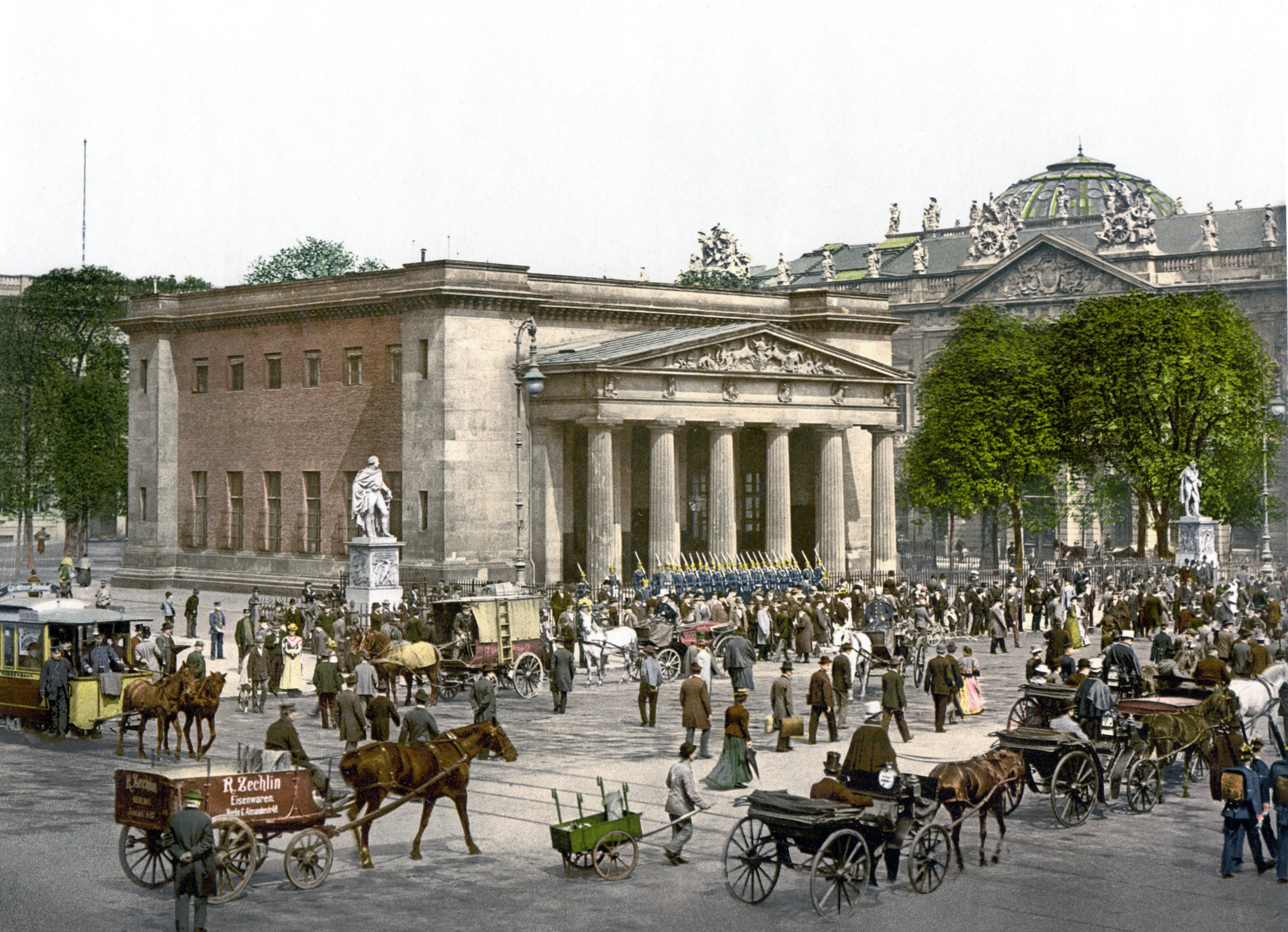
Neue Wache in 1900
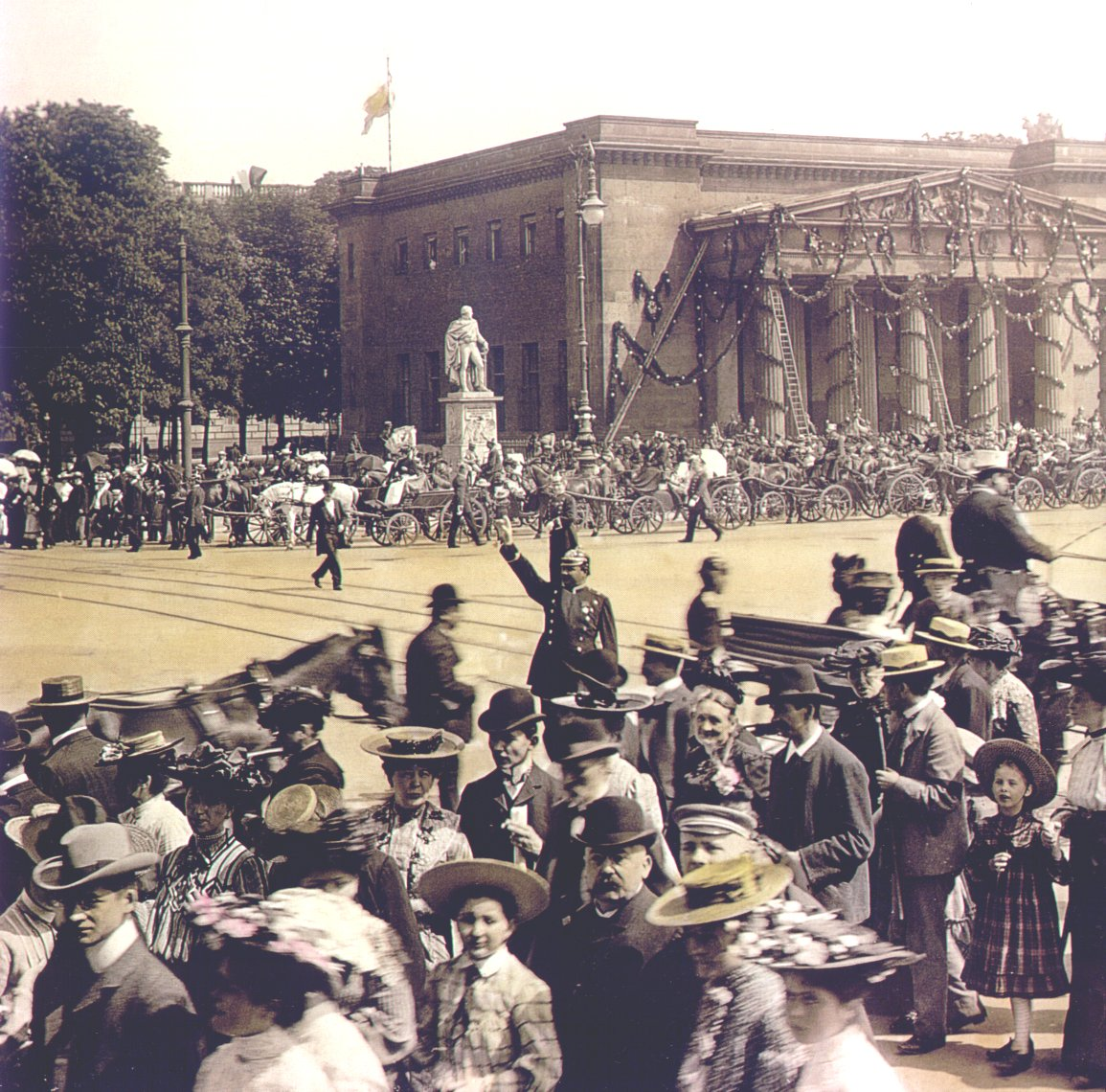
Neue Wache, 1905
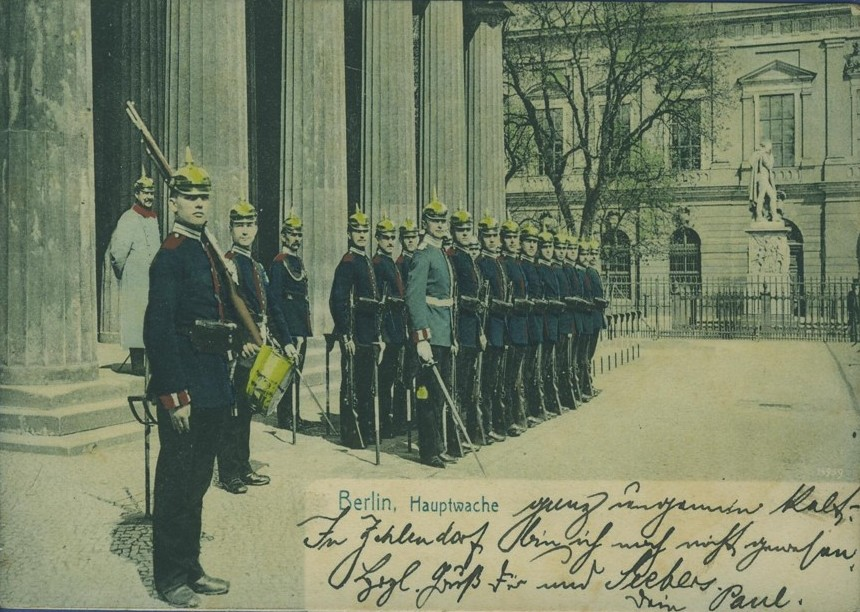
Wachtsoldaten aan de Neue Wache gedurende het Duitse Keizerrijk
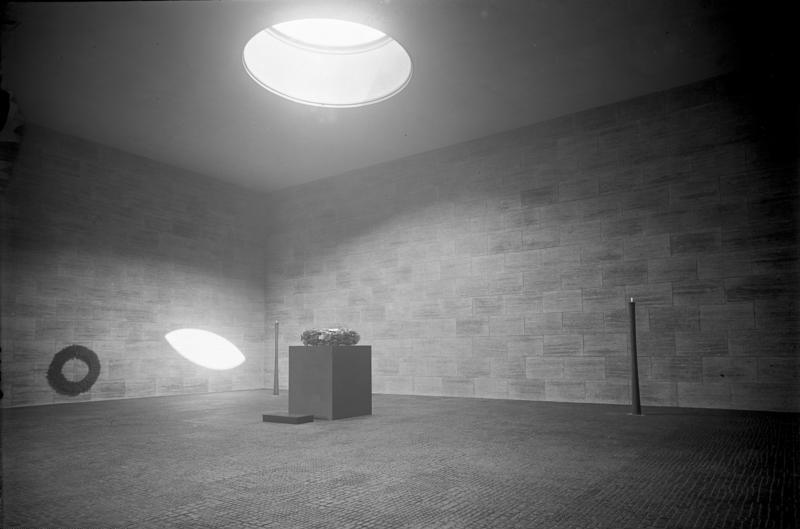
Interieur Neue Wache, 1931
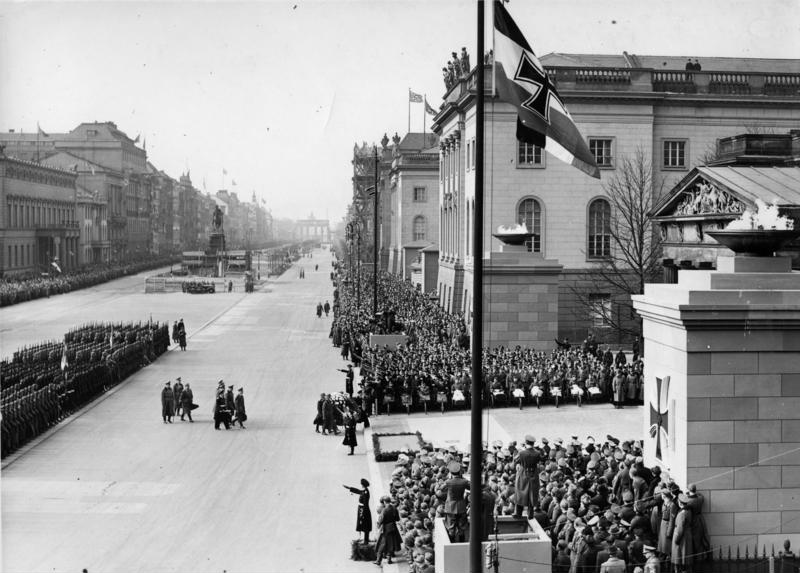
Heldengedenkdag, 14 maart 1942; Adolf Hitler gaat een krans neerleggen aan het gedenkteken
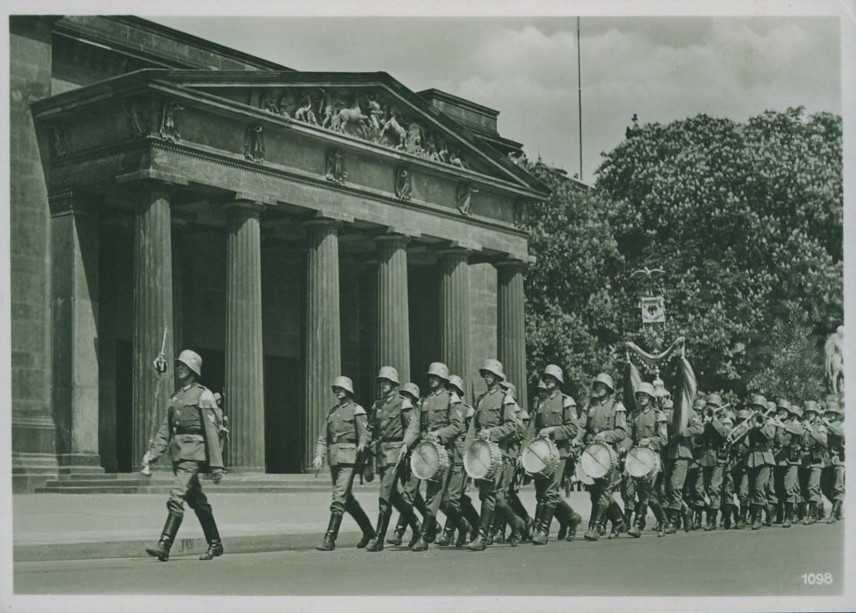
de Wehrmacht aan de Neue Wache
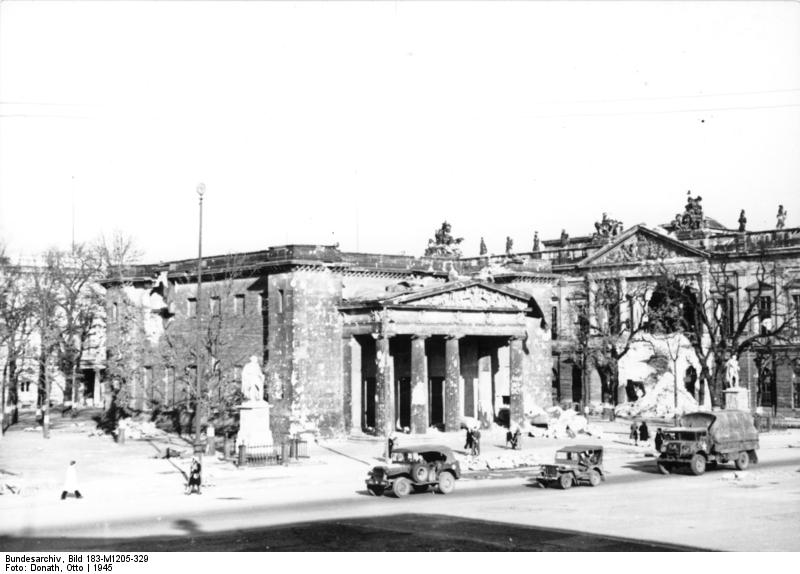
Neue Wache, 1945
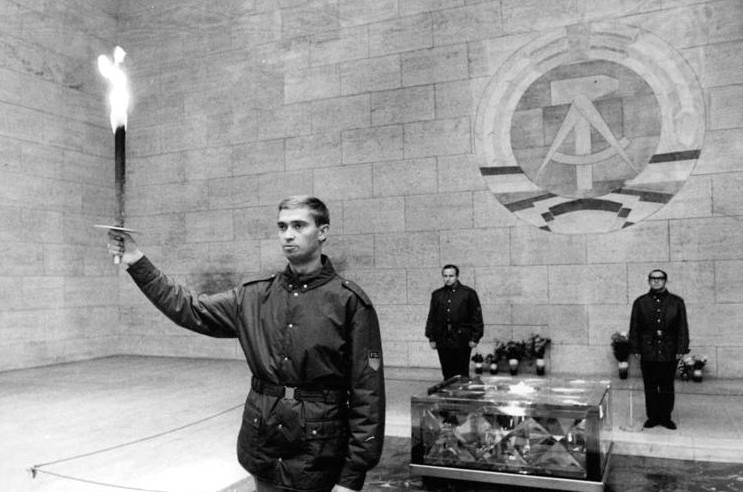
Neue Wache (1970) met de eeuwige vlam, symbool van de Duits-Sovjet-Russische vriendschap
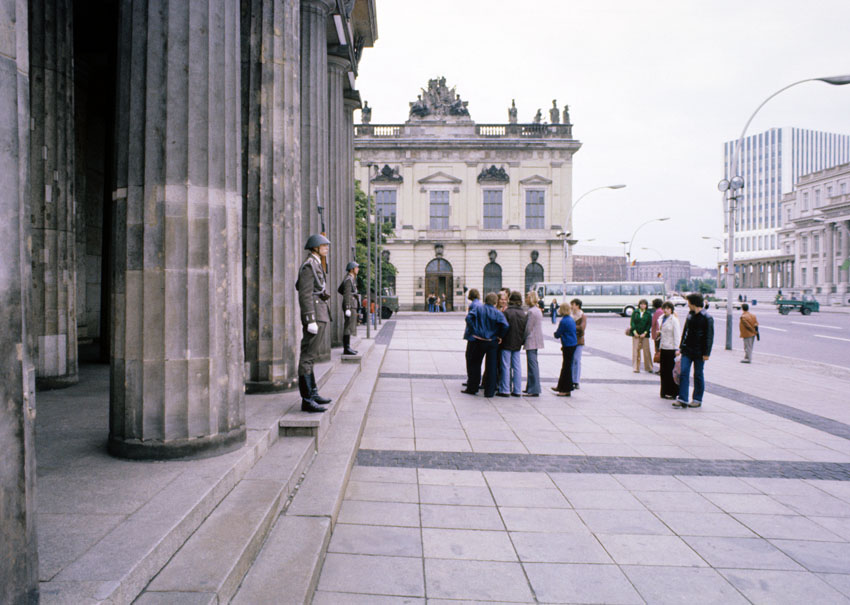
De Neue Wache als toeristische trekpleister, Oost-Berlijn, 1977
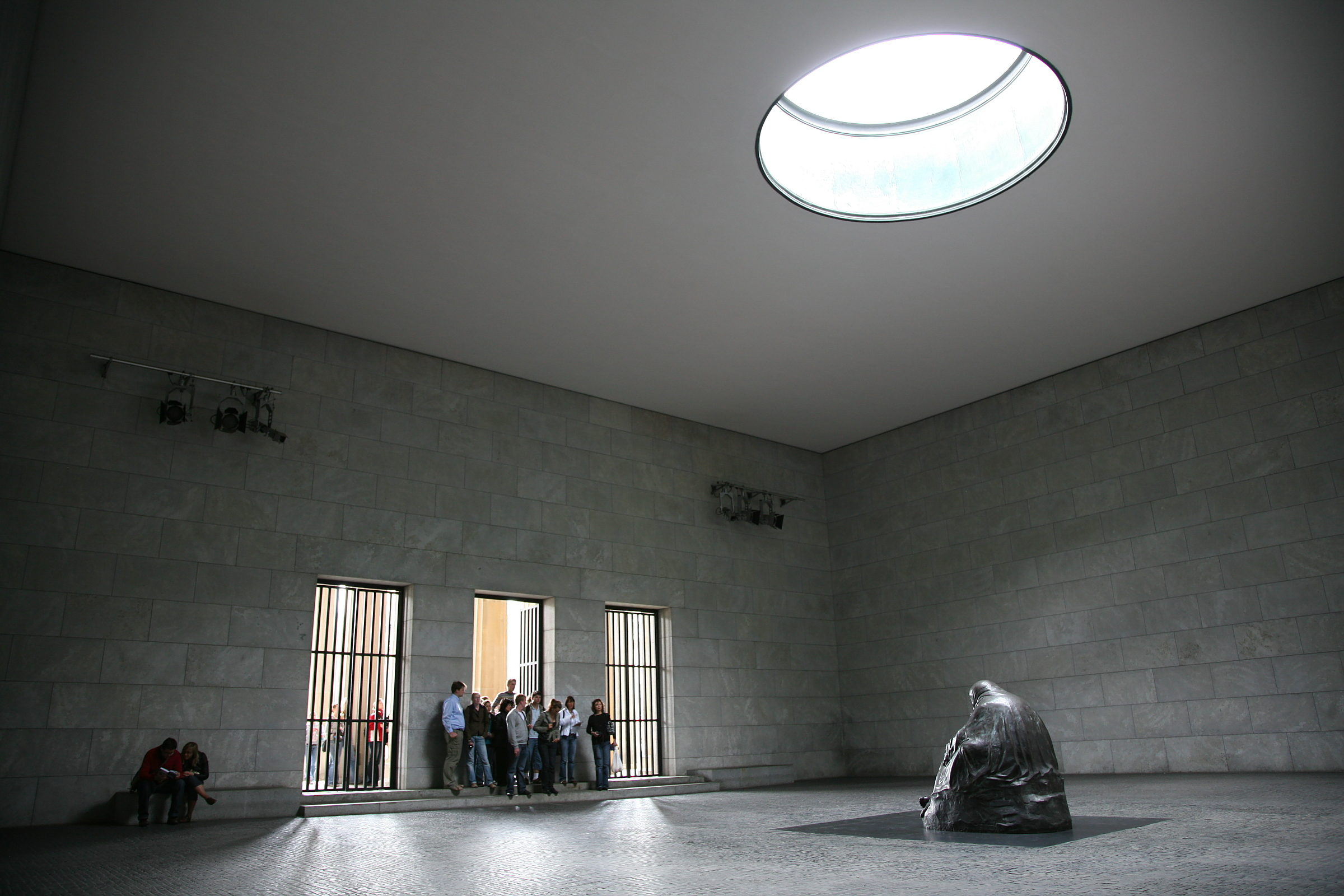
Interieur van de Neue Wache met sculptuur van Käthe Kollwitz, 2007